# 浜堤平野
浜堤平野（ひんていへいや、beach ridge plain、strand plain）は、海成堆積低地、海岸平野の一種であり、海浜の背後に発達した浜堤と、その間に発達した堤間湿地とがみられる海岸沿いの低地である。堤列低地、砂堤列平野ともよばれる。

## 形成過程
波浪の影響が卓越する海岸において発達する地形である。海岸が弓なりに内陸に入り込んでいる地形の場所（湾入部）において、河川によって河口まで運搬された砕屑物や海岸の侵食によって生じた砕屑物が、波浪の影響によって海岸へと運搬され、陸側から海側へと海浜堆積物が堆積することで形成される。

## 微地形

### 浜堤
浜堤（ひんてい）は、海浜の背後に形成させた微高地である。平面形は海岸線に平行で帯状を示す。

### 堤間湿地
堤間湿地（ていかんしっち）は、新旧の浜堤と浜堤の間にある細長い低湿地である。

## 日本の主な浜堤平野
日本の主な浜堤平野は以下のものが挙げられる。
| 低地名称           | 所在地                                                                                                | 備考           |
| ------------------ | --- | -------------- |
| サロベツ原野       | 北海道豊富町、幌延町                                                                                  | 海岸沿いの部分 |
| 霧多布湿原         | 北海道浜中町                                                                                          |                |
| 石狩平野           | 北海道石狩市                                                                                          | 海岸沿いの部分 |
| 勇払平野           | 北海道苫小牧市、厚真町                                                                                |                |
| 函館平野           | 北海道函館市、北斗市                                                                                  |                |
| 石巻平野           | 宮城県石巻市、東松島市                                                                                |                |
| 仙台平野           | 宮城県多賀城市、仙台市、名取市、岩沼市、亘理町、山元町                                                |                |
| 秋田平野           | 秋田県秋田市、潟上市                                                                                  |                |
| 利根川河口周辺     | 茨城県鹿嶋市、神栖市                                                                                  |                |
| 九十九里平野       | 千葉県旭市、匝瑳市、横芝光町、山武市、九十九里町、 東金市、大網白里市、白子町、茂原市、長生村、一宮町 |                |
| 富津岬             | 千葉県富津市                                                                                          |                |
| 越後平野           | 新潟県村上市、胎内市、新発田市、聖籠町、新潟市                                                        | 海岸沿いの部分 |
| 鼓ヶ浦、豊津浦海岸 | 三重県鈴鹿市、津市                                                                                    |                |
| 宮崎平野           | 宮崎県宮崎市                                                                                          |                |
| 肝属平野           | 鹿児島県大崎町、東串良町                                                                              |                |